# Huug de Groot
Henri „Huug” Franciscus de Groot, (ur. 7 maja 1890 w Rotterdamie, zm. 18 kwietnia 1957 w Scheveningen) – piłkarz holenderski grający na pozycji napastnika. W swojej karierze rozegrał 9 meczów i strzelił 6 goli w reprezentacji Holandii.

## Kariera klubowa
W swojej piłkarskiej karierze de Groot grał w klubie Sparta Rotterdam. W sezonach 1908/1909, 1910/1911, 1911/1912, 1912/1913 i 1914/1915 wywalczył ze Spartą pięć tytułów mistrza Holandii.

## Kariera reprezentacyjna
W reprezentacji Holandii de Groot zadebiutował 9 marca 1912 roku w wygranym 2:1 meczu Coupe van den Abeele z Belgią, rozegranym w Antwerpii. W tym samym roku zdobył z Holandią brązowy medal na Igrzyskach Olimpijskich w Sztokholmie. Od 1912 do 1916 roku rozegrał w kadrze narodowej 9 meczów i zdobył w nich 6 bramek.